# Rot (tätort)
Rot (älvdalska Ruot) är en tätort i  Älvdalens kommun.
Orten ligger strax norr om Älvdalen och passeras av riksväg 70. Rot består av gammal jordbruksbygd. Här mynnar Rotälven i Österdalälven. I byn talas lokalspråket älvdalska.

## Ortnamnet
År 1539 skrevs det Roott, Rott. Detta består av ånamnet Rotnen. Språkvetenskapligt har troligen ånamnets n ha fallit bort i konsonantgrupp, typ Rotnbyn. År 1663 skrevs det Rothebyen.

## Befolkningsutveckling
| Befolkningsutvecklingen i Rot 1960–2020                                                                          | Befolkningsutvecklingen i Rot 1960–2020 | Befolkningsutvecklingen i Rot 1960–2020 | Befolkningsutvecklingen i Rot 1960–2020 | Befolkningsutvecklingen i Rot 1960–2020 |
| --- | --------------------------------------- | --------------------------------------- | --------------------------------------- | --------------------------------------- |
| |                                         |                                         |                                         |                                         |
| År |                                         |                                         | Folkmängd                               | Areal (ha)                              |
| 1960 | 1960                                    |                                         | 1 034                                   |                                         |
| 1965 | 1965                                    |                                         | 895                                     |                                         |
| 1970 | 1970                                    |                                         | 824                                     |                                         |
| 1975 | 1975                                    |                                         | 749                                     |                                         |
| 1980 | 1980                                    |                                         | 729                                     |                                         |
| 1990 | 1990                                    |                                         | 669                                     | 250                                     |
| 1995 | 1995                                    |                                         | 680                                     | 264                                     |
| 2000 | 2000                                    |                                         | 686                                     | 266                                     |
| 2005 | 2005                                    |                                         | 684                                     | 266                                     |
| 2010 | 2010                                    |                                         | 695                                     | 265                                     |
| 2015 | 2015                                    |                                         | 662                                     | 254                                     |
| 2020 | 2020                                    |                                         | 715                                     | 262                                     |
| Anm.: området väster om älven utbröts 2015 till en separat småort, Västra Rot som 2020 åter räknas till tätorten |                                         |                                         |                                         |                                         |

## Näringsliv
Ortens äldsta och mest kända verksamhet är sågverket som har anor från tiden omkring 1650. Kvarnen, startad 1892, ingick sedermera i samma verksamhet med gemensamma ägare. Under 1900-talets sista decennier bytte verksamheten flera gånger karaktär och ägare. Under samma tid revs och såldes kvarnen och den lokala produktionen av elkraft byggdes ut.
Rot hade tidigare en Konsum-butik som drevs av Konsum Norra Dalarna. Butiken lade ner den 14 januari 2005.

## Sevärdheter
- Rots Skans